# 桃園市公車106路
桃園市公車106路目前行駛自建德國小經民生路、春日路、南崁到蘆竹區公所，為單循環路線。

## 歷史
- 原桃園縣公車6路 ，由中壢客運營運。
- 後改為桃園縣公車106路 ，續由中壢客運營運。
- 2014年12月25日：改為桃園市公車106路 ，續由中壢客運營運。
- 2018年4月5日：調整票價。
- 2018年7月23日：調整班次。
- 2020年4月1日：裁撤林投店站
- 2020年4月27日：因應新冠肺炎疫情影響減少班次。
- 2020年8月31日：中壢客運停駛此路線。
- 2020年9月1日：由指南客運接駛 ，改由建德國小發車 ，經由陽明公園、統領百貨、今日飯店接駛原路線 ，更改部分班次。
- 2020年11月16日：因配合桃園捷運綠線站體工程(G06)，並裁撤陽明一街口、陽明公園（長沙街），改經建新街、保羅街、介壽路接回原路線。沿途停靠建新吉多街口、德豐街口、介壽保羅路口、三民介壽路口（僅去程停靠）。
- 2024年12月30日：調整班次。[1]

## 路線基本資料
自建德國小起沿樹仁二街、建新街、保羅街、介壽路、三民路三段、中華路、中正路、成功路一段、民生路、春日路、民生北路一段、南崁路、忠孝東路、忠孝西路、南福街、奉化路、南竹路二段、南竹路一段、光復路、中正路351巷、南山路一段、南崁路抵達蘆竹區公所後，由蘆竹區公所回程後行經路線與去程相同。
往蘆竹區公所共48站，往建德國小共34站，單循環路線共48站。

### 收費
- 依里程計費；使用桃園市民卡享有買一送一優惠。（第二趟由市府補助基本車資18元）
- 里程計費說明：
  - 基本里程票價全票18元、學生票14元、半票9元。（學生票僅適用桃園市民卡學生卡）